# Serrat de les Portes
El Serrat de les Portes és una serra situada al municipi de Lladorre a la comarca del Pallars Sobirà, amb una elevació màxima de 2.178 metres.